# Dinopteridion turbinis
Dinopteridion turbinis är en stekelart som beskrevs av Christer Hansson 2004. Dinopteridion turbinis ingår i släktet Dinopteridion och familjen finglanssteklar.
Artens utbredningsområde är:
- Costa Rica.
- Guatemala.
- Honduras.

Inga underarter finns listade i Catalogue of Life.